# اعتراف (فلم 1937)
اعتراف (بالإنجليزية: Confession) فيلم دراما أمريكي انتج عام 1937 من إخراج جو مايو وبطولة كاي فرانسيس وإيان هنتر وبازل راثبون وجين بريان.

## روابط خارجية
- مقالات تستعمل روابط فنية بلا صلة مع ويكي بيانات